# Быковец
Бы́ковец (также Буковэц; рум. Bucovăț) — город в Страшенском районе Молдавии. В состав города входит село Рассвет.

## География
Железнодорожная станция на линии Кишинёв — Унгень в 36 км от Ниспорен.

## История
В 1969 году насчитывал 2,2 тысячи жителей. Во времена МССР Быковец был посёлком городского типа в составе Каларашского района. В посёлке работал консервный завод, птицефабрика.

## Персоналии
- Доска, Ион (род. 1955) — советский и молдавский шашист.